# 하현회
하현회(1956년 12월 18일~)는 대한민국의 기업인이다.

## 출신 학교
- 부산대학교 사학과 학사
- 와세다대학교 대학원 경영학 석사

## 주요 경력
- 2018. 8.~2020. 11. LG유플러스 대표이사 부회장
- 2018. 7. LG유플러스 부회장
- 2017. 12. LG 대표이사 부회장
- 2015~2017. 11. LG 대표이사 사장
- 2013. 11.~2014. 12. LG전자 HE사업본부 본부장, 사장
- 2012 LG그룹 시너지팀 팀장, 부사장
- 2010 LG디스플레이 IT사업본부 본부장
- 2009 LG디스플레이 모바일사업부 부장
- 2007 LG디스플레이 중소형사업부 부장, 부사장
- 2006 LG디스플레이 애플리케이션사업부 부장
- 2003 LG디스플레이 상무
- 2002 LG디스플레이 전략기획담당
- 1999 LG디스플레이 영업기획팀
- 1985 LG금속